# Blue Punch
Blue Punch es el tercer EP coreano del grupo femenino de Corea del Sur Rocket Punch. Fue lanzado el 4 de agosto de 2020 por Woollim Entertainment. El miniálbum contiene seis pistas, incluido su sencillo principal titulado «Juicy».

## Antecedentes y lanzamiento
El 24 de julio de 2020, Woollim Entertainmen lanzó una foto de adelanto anunciando que Rocket Punch tendría el lanzamiento de su tercer miniálbum titulado Blue Punch, para el día 4 de agosto del mismo año.
El 26 de julio, lanzaron la lista de canciones del álbum Blue Punch, confirmando a «Juicy» como el sencillo principal. El 12 de julio se lanzó un pequeño filme conceptual y una foto del concepto grupal de Blue Punch. El 28 de julio, se lanzó una segunda película conceptual y las fotos individuales de Yeonhee y Suyun. El 29 de julio, se lanzó la película conceptual y las fotos individuales de Yunkyoung y Sohee. El 30 de julio, se lanzó la película conceptual y las fotos teaser individuales de Juri y Dahyun.
El 31 de julio de 2020 fue publicado el primer adelanto del vídeo musical de «Juicy» y otra foto conceptual grupal del miniálbum. Dos días después, el 2 de agosto, se lanzó un popurrí destacado del álbum que contenía una vista previa de las seis pistas del álbum. El 4 de agosto se lanzó Blue Punch junto con el vídeo musical de «Juicy».

## Promoción
Rocket Punch promocionó el sencillo «Juicy» por primera vez el 16 de septiembre de 2020 en el programa de televisión M! Countdown del canal Mnet de Corea del Sur.

## Lista de canciones
| CD / Descarga digital |                         |                                           |                                                           |                                           |          |  |
| N.º                   | Título                  | Letras                                    | Música                                                    | Arreglo                                   | Duración |  |
| 1.                    | «Blue Punch»            |                                           | Iggy, Yongbae                                             | Iggy, Yongbae                             | 1:04     |  |
| 2.                    | «Juicy»                 | Iggy, Yongbae                             | Iggy, Yongbae                                             | Iggy, Yongbae                             | 3:19     |  |
| 3.                    | «Summer Punch!»         | Llano (Stupid Squad)                      | Puravida, Audi Mok, Tysha Tiar                            | Puravida                                  | 3:15     |  |
| 4.                    | «Summer Night (여름밤)» | Park Ji-yeon (MonoTree)                   | GDLO (MonoTree), Yoon Jong-seong (MonoTree), Lee Tae-hoon | Yoon Jong-seong (MonoTree), Lee Tae-hoon  | 3:17     |  |
| 5.                    | «Twinkle Star»          | Puravida                                  | Puravida, Rheat (Code 9)                                  | Rheat (Code 9)                            | 3:39     |  |
| 6.                    | «The The»               | Nano, Hidden Sound (HSND), HanGang (HSND) | Hidden Sound (HSND), HanGang (HSND), Nano                 | Hidden Sound (HSND), HanGang (HSND), Nano | 3:06     |  |
| 17:40                 |                         |                                           |                                                           |                                           |          |  |

## Posicionamiento en listas
| Listas (2020)                    | Posición más alta |
| -------------------------------- | ----------------- |
| Corea del Sur (Gaon Album Chart) | 6                 |

| Listas (2020)                    | Posición más alta |
| -------------------------------- | ----------------- |
| Corea del Sur (Gaon Album Chart) | 17                |

## Historial de lanzamiento
| País          | Fecha               | Formato                         | Discográfica                   |
| ------------- | ------------------- | ------------------------------- | ------------------------------ |
| Corea del Sur | 4 de agosto de 2020 | CD, descarga digital, streaming | Woollim Entertainment, Kakao M |